# Граковское водохранилище
Граковское водохранилище — искусственное водохранилище. Расположено в Чугуевском районе Харьковской области Украины. Водохранилище построено в 1976 году по проекту института Харкивдипроводгосп. Назначение — аккумуляция очищенных сточных вод комплекса по выращиванию Граковского совхоза-комбината по выращиванию свиней. Вид регулирования — сезонное.

## Основные параметры водохранилища
- Нормальный подпорный уровень — 138,0 м;
- Форсированный подпорный уровень — 138,0 м;
- Полный объём — 1270000 м³;
- Полезный объём — 1270000 м³;
- Длина — 1,2 км;
- Средняя ширина — 0,15 км;
- Максимальные ширина — 0,177 км;
- Средняя глубина — 6,0 м;
- Максимальная глубина — 11,0 м.

## Основные гидрологические характеристики
- Площадь водосборного бассейна — 21,2 км².
- Годовой объём стока 50 % обеспеченности — 0790000 м³.
- Паводковый сток 50 % обеспеченности — 0780000 м³.
- Максимальный расход воды 1 % обеспеченности — 37 м³/с.

## Состав гидротехнических сооружений
- Глухая земляная плотина длиной — 227 м, высотой — 12,5 м, шириной — 10 м. Заделка верхового откоса — 1:8, низового откоса — 1:2,5.
- Обводный канал с открытым береговым водосбросом. Расчётный расход — 37 м³/с.

## Использование водохранилища
Водохранилище было построено для аккумуляции очищенных сточных вод Граковского комбината по выращиванию свиней. В дальнейшем вода из пруда использовалась для орошения. На данный момент находится на балансе агрокомбината «Слобожанский» Чугуевского района.